# إغراق تجاري

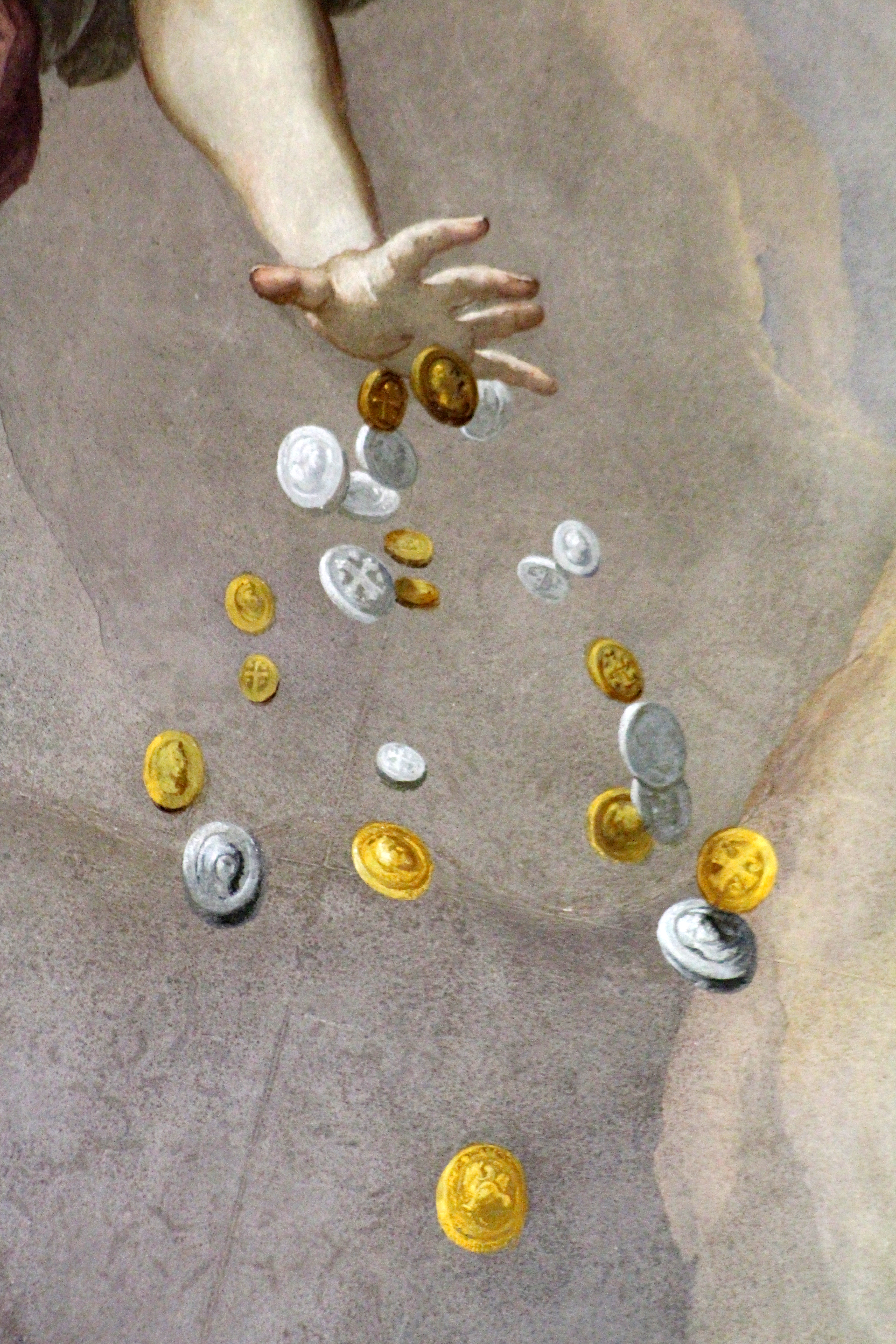

الإغراق أو السَّحَاقَة أو إغراق السوق أو الإغراق التجاري هو حالة من التمييز في تسعير منتج ما، وذلك عندما يتم بيع ذلك المنتج في سوق بلد مستورد بسعر يقل عن سعر بيعه في سوق البلد المصدر.
لذلك يمكن التحقق من وجود الإغراق – في أبسط صوره – عند مقارنة الأسعار في سوقي البلدين المستورد والمصدر، إلا أنه من النادر أن يكون الحال بهذه البساطة.
ففي أغلب الحالات يجب أن تتخذ سلسلة طويلة من التحليلات المعقدة لمعرفة السعر المناسب في سوق البلد المصدر، وهو ما يعرف بالقيمة العادية. ومعرفة السعر المناسب في سوق البلد المستورد وهو ما يعرف بسعر التصدير. وتحديد أسلوب مقارنة مناسب بين السعرين.
حساب الإغراق: يتحقق الإغراق إذا كان سعر تصدير المنتج أقل من قيمته العادية، ويكون الفرق بينهما هو هامش الإغراق.
ويمكن معرفة القيمة العادية للمنتج – ببساطة – بمعرفة سعره في مجرى التجارة العادي عندما يخصص للاستهلاك في سوق البلد المصدر، ولكن في حالات عديدة قد يكون من غير الممكن تحديد القيمة العادية على هذا النحو المبسط (على سبيل المثال: عندما لا يوجد مبيعات للمنتج في سوق بلد التصدير)، لذا يلجأ إلى سعر مقارن للمنتج المثيل عندما يصدر إلى دولة ثالثة مناسبة، أو يمكن اللجوء إلى حسابات القيمة العادية المركبة، والتي تحسب على أساس تكلفة الإنتاج مضافاً إليها تكلفة البيع والتسويق، والتكلفة العمومية والمصاريف الإدارية والأرباح، وعناصر وتفاصيل أخرى تتعلق بتكييف عناصر الحسابات.
أما سعر التصدير فيمكن معرفته من سعر الصفقة التي يبيع بها المصدر الأجنبي للمستورد، ولكن كما هو الحال مع القيمة العادية، فإن سعر هذه الصفقة قد لا يكون مناسباً لأغراض المقارنة (على سبيل المثال: عندما تكون صفقة التصدير قد تمت مقايضة، أو أن هناك علاقة أو تدبير تعويضي بين المستورد والمصدر الأجنبي أو بمعرفة طرف ثالث)، لذا يتم اللجوء في هذه الحالة إلى سعر التصدير المركب، والذي يتم تحديده على أساس السعر الذي تكون عنده تمت إعادة بيع أول منتجات مستوردة لمشتر مستقل، وإذا لم يكن قد تم إعادة بيعها لمشتر مستقل، أو لم يتم إعادة بيعها كواردات، فإنه يمكن اتخاذ أي أساس معقول يمكن بواسطته حساب سعر التصدير.
مكافحة الإغراق: حتى يمكن أن يكافح إغراق منتج ما، فيجب أن تتحقق ثلاثة أركان لا غنى عن أي منها:
1 -أن تثبت التحقيقات وجود إغراق من ذلك المنتج.
2 -أن تثبت التحقيقات وقوع ضرر مادي على الصناعة المحلية التي تنتج منتجاً مثيلاً لذلك المنتج المغرق.
3 -أن يكونِ وقوع ذلك الضرر بسبب وجود ذلك الإغراق، أي أن لا يكون الضرر قد وقع بسبب عوامل أخرى (وهو ما يسمى بعلاقة السببية).
وإذا ما تحققت تلك الأركان تتخذ رسوم لا تزيد عن هامش الإغراق عند دخول المنتج من المنافذ الجمركية للبلد المستورد، وتسمى هذه الرسوم برسوم مكافحة الإغراق.
الضرر المبرر لاتخاذ إجراء لمكافحة الإغراق: إذا أوقعت الواردات المغرقة آثاراً على الصناعة المحلية، على شكل ضرر مادي أو مجرد التهديد بوقوع مثل هذا الضرر، أو تأخير مادي في إقامة تلك الصناعة، فإن كل تلك الآثار تعتبر مبرراً كافياً لاتخاذ إجراء لمكافحة تلك الواردات المغرقة، ولكن بشرط أن يكون تحديد الضرر مؤسس على أدلة إيجابية وأن يكون ذلك على أساس الفحص الموضوعي لحجم الواردات المغرقة وتأثيرها على الأسعار، والأثر الناتج من تلك الواردات على المنتجات المحلية المثيلة. أما في حالة التهديد بالضرر المادي فيجب أن يتم التحقق منه على أساس البحث الموضوعي لمعدل الزيادة في الواردات المغرقة، وطاقة المصدرين، والتأثيرات المحتملة على أسعار الواردات المغرقة، والمخزون، بشرط أن يتم تحديد هذا التهديد على أساس من الحقائق، وليس مجرد إدعاءات أو احتمالات بعيدة، كما يجب أن يكون تغير الأحوال – بسبب الواردات المغرقة – متوقعاً بجلاء ووشيك الوقوع.
إلى أي مدى تتم مكافحة الإغراق: في حال ما إذا تحققت كل أركان المكافحة (وجود الإغراق، ووقوع الضرر، وعلاقة السببية بينهما) فإن رسوم مكافحة الإغراق عادة ما تطبق لمدة خمس سنوات يتم قبل انتهاءها بمدة معقولة إجراء مراجعة لمعرفة ما إذا كان الضرر أو سببه (الإغراق) قد زال أحدهما أو كلاهما، وفي هذه الحالة يتم إنهاء العمل بالرسم فوراً، أما إذا ثبت من التحقيق أن إنهاء العمل بالرسم قد ينتج عنه استمرار أو معاودة للإغراق، فلا يتم إنهاء العمل به حتى مراجعة أخرى